# Stazione meteorologica di Bagnacavallo
La stazione meteorologica di Bagnacavallo è la stazione meteorologica di riferimento relativa alla località di Bagnacavallo.

## Coordinate geografiche
La stazione meteo si trova nell'Italia nord-orientale, in Emilia-Romagna, in provincia di Ravenna, nel comune di Bagnacavallo, a 20 metri s.l.m. e alle coordinate geografiche 44°25′N 11°58′E.

## Dati climatologici
In base alla media trentennale di riferimento 1961-1990, la temperatura media del mese più freddo, gennaio, si attesta a +2,0 °C; quella del mese più caldo, luglio, è di +23,1 °C.
Le precipitazioni medie annue sono inferiori ai 700 mm, distribuite mediamente in 85 giorni, con minimi relativi in inverno ed estate e picchi moderati in primavera ed autunno .
| Bagnacavallo                       | Mesi  | Mesi  | Mesi  | Mesi  | Mesi  | Mesi  | Mesi  | Mesi  | Mesi  | Mesi  | Mesi  | Mesi  | Stagioni | Stagioni | Stagioni | Stagioni | Anno |
| Bagnacavallo                       | Gen   | Feb   | Mar   | Apr   | Mag   | Giu   | Lug   | Ago   | Set   | Ott   | Nov   | Dic   | Inv      | Pri      | Est      | Aut      | Anno |
| ---------------------------------- | ----- | ----- | ----- | ----- | ----- | ----- | ----- | ----- | ----- | ----- | ----- | ----- | -------- | -------- | -------- | -------- | ---- |
| T. max. media (°C)                 | 5,4   | 10,0  | 14,3  | 19,3  | 24,1  | 27,8  | 30,5  | 30,0  | 26,4  | 20,5  | 12,8  | 6,5   | 7,3      | 19,2     | 29,4     | 19,9     | 19,0 |
| T. min. media (°C)                 | −1,4  | 0,3   | 2,6   | 6,2   | 10,1  | 13,7  | 15,7  | 15,5  | 12,7  | 8,2   | 4,4   | −0,7  | −0,6     | 6,3      | 15,0     | 8,4      | 7,3  |
| Precipitazioni (mm)                | 53    | 45    | 50    | 57    | 61    | 51    | 39    | 62    | 59    | 58    | 80    | 63    | 161      | 168      | 152      | 197      | 678  |
| Giorni di pioggia                  | 8     | 7     | 8     | 7     | 8     | 6     | 5     | 6     | 6     | 7     | 9     | 8     | 23       | 23       | 17       | 22       | 85   |
| Eliofania assoluta (ore al giorno) | 2,0   | 3,4   | 4,8   | 6,4   | 8,2   | 9,0   | 10,0  | 8,9   | 6,6   | 5,5   | 2,8   | 2,1   | 2,5      | 6,5      | 9,3      | 5,0      | 5,8  |
| Vento (direzione-m/s)              | W 2,8 | W 2,8 | W 2,9 | E 3,0 | E 2,8 | E 2,7 | E 2,7 | E 2,4 | E 2,5 | W 2,5 | W 2,7 | W 2,6 | 2,7      | 2,9      | 2,6      | 2,6      | 2,7  |